# Heilbronn-Frankonija
Heilbronn-Frankonija  ili Tauber- Frankonija je regija u sjeveroistočnom Baden-Württembergu, Njemačka, unutar upravnog područja Stuttgart. Sastoji se od bivšeg slobodnog carskog grada Heilbronna i okruga Heilbronn te okruga Hohenlohe, Majna-Tauber i Schwäbisch Hall.
Obuhvaća površinu od 4765 km ², s populacijom od oko 0,9 milijuna. Administrativno središte regije je Heilbronn.
Regija je upravno dio Baden-Württemberga, no kulturološki je većinom (a posebno njeni istočni dijelovi tzv. Hohenlohe) ,dio Frankonije (njemački:Franken, odatle dolazi druga polovica imena),  jer stanovništvo uglavnom govori frankonski a ne švapski njemački. Ovo područje je poznato kao Tauber-Frankonija (Tauberfranken), po rijeci Tauber, koji teče kroz nju, a graniči na sjeveru i istoku s područjima Gornje Frankonije i Središnje Frankonije, koja pripadaju Bavarskoj. Prema zapadu, regija graniči s regijom Rajna-Neckar, na jugu regijom Stuttgart.
Osim Heilbronna, manji gradovi u regiji su Bad Mergentheim, Crailsheim, Künzelsau, Neckarsulm, Öhringen, Schwäbisch Hall, Tauberbischofsheim i Wertheim. 